# Кама (Кондінський район)
Ка́ма (рос. Кама) — присілок у складі Кондінського району Ханти-Мансійського автономного округу Тюменської області, Росія. Входить до складу Болчарівського сільського поселення.
Населення — 250 осіб (2010, 294 у 2002).
Національний склад станом на 2002 рік: росіяни — 64 %, ханти — 26 %.